# Riho Yoshioka
Riho Yoshioka (吉岡 里帆, Yoshioka Riho), née le 15 janvier 1993 à Uzumasa, dans l'arrondissement d'Ukyō-ku de Kyoto (Japon), est une actrice japonaise,.

## Filmographie sélective

### Cinéma
- 2017 : Détective Conan : La Lettre d'amour écarlate (名探偵コナン から紅の恋歌, Meitantei Konan: Kara kurenai no Rabu Retta?) de Kōbun Shizuno
- 2019 : Le bleu du ciel dans ses yeux (空の青さを知る人よ, Sora no Aosa o Shiru Hito yo?) de Tatsuyuki Nagai
- 2020 : Fukushima 50 (フクシマ フィフティ?) de Setsurō Wakamatsu
- 2021 : La chance sourit à madame Nikuko (漁港の肉子ちゃん, Gyokō no Nikuko-chan?) de Ayumu Watanabe
- 2023 : Lumberjack the Monster (怪物の木こり, Kaibutsu no kikori?) de Takashi Miike